# Побережна Світлана Миколаївна
Світлана Миколаївна Побережна — радянський і український художник по костюмах.

## З життєпису
Народилася 11 листопада 1943 року в родині службовця. Закінчила Московський державний текстильний університет імені О. М. Косигіна (1969).
Працює на київській кіностудії ім. О. П. Довженка.
Член Національної спілки кінематографістів України.

## Фільмографія
Працювала у фільмах:
- «Юркові світанки» (1974)
- «Втеча з палацу» (1975)
- «Пам'ять землі» (1976, у співавт.)
- «Така вона, гра» (1976)
- «Будьте напоготові, Ваша високосте!» (1978)
- «Впізнай мене» (1979)
- «Дивна відпустка» (1980, т/ф, 3 с.)
- «Жінки жартують серйозно»
- «Старі листи» (т/ф)
- «Яблуко на долоні» (1981)
- «Гонки по вертикалі» (1982, т/ф, 3 с.)
- «Грачі» (1982)
- «Вантаж без маркування» (1984)
- «Все починається з любові» (1984)
- «Нові пригоди янкі при дворі короля Артура» (1987)
- «Смиренне кладовище» (1989)
- «Коні не винні» (1989)
- «Ніагара» (1991)
- «Серця трьох» (1992)
- «Спосіб вбивства» (1993)
- «Сьома каблучка чаклунки» (1998, відео, 4 с.)
- «Снайпер» (1992)
- «Роксолана» (1996—2003, телесеріал)
- «Схід-Захід» (1999, у співавторстві) та ін.